# Réseau étudiant pour une société écologique et solidaire
 (mars 2025).
Motif : où sont les sources secondaires indépendantes, pérennes et de qualité centrées sur cette association ? sourçage primaire essentiellement
- Archive Wikiwix
- Bing
- Cairn
- DuckDuckGo
- E. Universalis
- Gallica
- Google
- G. Books
- G. News
- G. Scholar
- Persée
- Qwant
- (zh) Baidu
- (ru) Yandex
- (wd) trouver des œuvres sur Wikidata

| 1. | Préciser le motif de la pose du bandeau. | Précisez le motif de la pose du bandeau en utilisant la syntaxe suivante : {{admissibilité à vérifier\|date=août 2025\|motif=remplacez ce texte par le motif}}                                                                |
| 2. | Informer les utilisateurs concernés.     | Pensez à avertir le créateur de l'article, par exemple, en insérant le code ci-dessous sur sa page de discussion : {{subst:avertissement admissibilité à vérifier\|Réseau étudiant pour une société écologique et solidaire}} |

Le Réseau étudiant pour une société écologique et solidaire (RESES) est une association loi de 1901 d'étudiants en France. Fondé en 2007, il regroupe 150 associations étudiantes qui mènent des projets sur les thématiques écologiques et solidaires. L'association se présente comme politique mais apartisane.

## Histoire
L'assemblée générale constitutive du RESES se tient le 14 septembre 2007 lors des Assises Nationales Étudiantes du Développement Durable (ANEDD). Elle a pour objet de rassembler et faire la promotion des associations et des réseaux étudiants français ayant pour activité ou intérêt,,, :
- le développement durable,
- la sensibilisation au développement durable,
- l'organisation de projets associés,
- la diffusion d'outils d'action pour les étudiants,
- la représentation internationale des étudiants français en termes de développement durable.

Depuis le 2 mars 2011, le réseau détient un agrément de jeunesse et éducation populaire (délivré par le Ministère de la ville, de la jeunesse et des sports).
La Chambre régionale de l’économie sociale et solidaire d'île de France lui a attribué le label d'entreprise sociale et solidaire.

## Organisation
L'association est structurée sur les plans nationaux et locaux. Elle est pilotée par un bureau d'étudiants, élu et révoqué par le conseil d'administration. Les membres du conseil d'administration sont élus lors d'assemblées générales, à la suite d'un appel à candidature,.
L'association s'appuie sur une équipe de 14 salariés, recrutés par le bureau, et de bénévoles.
Au niveau déconcentré, l'association s'appuie sur des antennes locales à Lille, Paris, Rennes, Lyon, Bordeaux et Montpellier.

## Actions

### Événements
Le réseau est organisateur de plusieurs événements, tel qu'un weekend pour une Société Écologique et Solidaire, un forme des métiers de l'écologie et de la solidarité en ligne.
Au niveau national, il organise la semaine étudiante de la réduction des déchets (SERD) et la semaine étudiante de l'écologie et de la solidarité (SEES). A l'occasion de ces temps forts, les associations membres du réseau, et des structures extérieures, peuvent proposer leurs événements sur la plateforme de l'association, qui sont ainsi labellisés et dont la communication peut être renforcée,,.
Tout au long de l'année, le RESES organise des rencontres, des formations à l'échelle locale et nationale,.

### Outils
Plusieurs guides et fiches pratiques ont été développées par l'associations, qui les met à disposition sur son site internet. Ces guides sont de plusieurs ordres : actions du quotidien sur les campus, biodiversité, gestion de projet, commerce équitable, éco-responsabiliser son événement,,.
Le Label Ecofest est également valorisé par le réseau, qui soutient l'initiative lancée par l'association ImpAct (Grenoble) en 2006 et délivre le label en île de France. Cette distinction a pour objet de labelliser le caractère écoresponsable de tout type d'événement,,,.

### Plaidoyer
Tous les 3 ans depuis 2008, le RESES organise une Consultation Nationale Étudiante (CNE). Cette enquête permet au RESES de récolter des réponses d'étudiants de toutes formations et niveaux d'études, sur des sujets liés aux enjeux environnementaux,.
Cette enquête donne lieu à un rapport qui, en 2023, a fait état d'« une génération sensibilisée aux enjeux climatiques et en demande de formation ». Le rapport de la CNE est relativement repris dans les médias,,,,.
Depuis le début de son existence, le réseau prend part aux négociations internationales climatiques (COP).